# Пеннины
Королевство Пеннины выделилось из королевства Эбрук, когда умер король Мор ап Конах (брет. Mor ap Ceneu) и его младшему сыну Артуису (брет. Arthwys ap Mor, правил примерно в 470—500 г.) достались эти земли. Далее в Пеннине правил Пабо Столб Британии (Pabo Post Prydain) (500—525). В 525 году Пеннины распалось на королевства Северные Пеннины (Дунотинг англ. Dunoting или Дунаут англ. Dunaut) и Южные Пеннины (Пик). В северном королевстве правил Динод (Динод Толстый, 525—595), а в южном Сауил (Сауил Высокомерный, 525—590). В 590 году англы захватили южное королевство. Но его наследники Гвидгун и Пир продолжали биться с англами, которые в 595 году разгромили и покорили северное королевство.

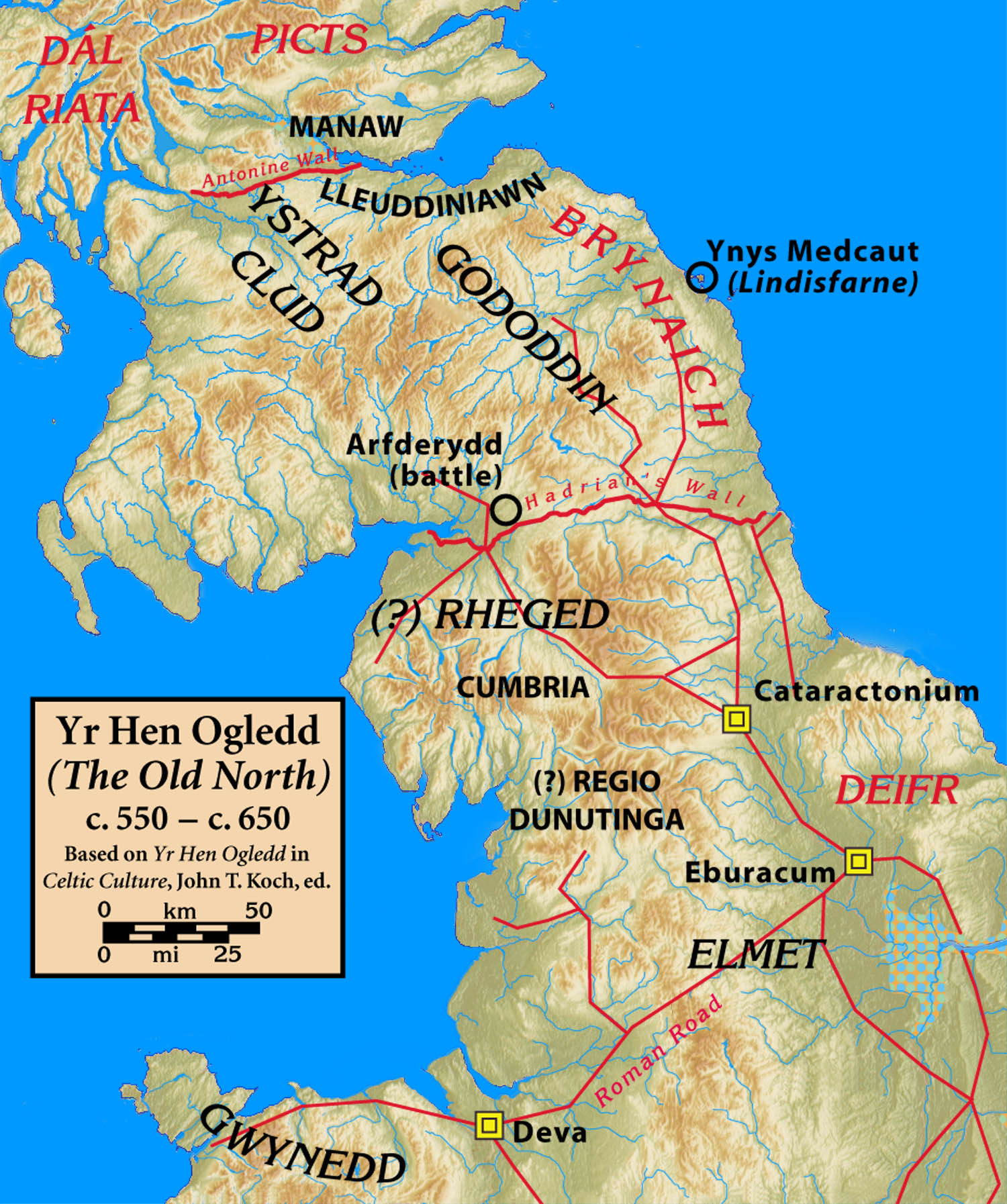
Дунотинг среди королевств Британии 550—650